# Warrior Kings: Battles
Warrior Kings: Battles (En español: Reyes Guerreros: Las Batallas) es un videojuego perteneciente al género de estrategia en tiempo real desarrollado por la empresa Black Cactus y publicado por Empire Interactive en Europa y co-publicado con Strategy First en América del Norte. Es una secuela del videojuego de 2002 Warrior Kings (reyes guerreros) y fue lanzado el 21 de marzo de 2003 en Europa y el 30 de septiembre de 2003 en América del Norte. 
La historia se desarrolla 100 años después de los primeros Reyes Guerreros, donde el Imperio de Orbis se ha fragmentado en estados con señores de la guerra. Al igual que su predecesor, el juego no solo se centra en los elementos de estrategia en tiempo real, de los recursos, la gestión de la base, y la unidad de combate, sino también el sistema de alineación donde todos los jugadores comienzan en posiciones similares y se convierten en su propia facción única de elección, el primer ser bajo la estricta caballería religiosa de la Imperial, el ocultismo y la adoración de demonios Paganos o la lógica y las innovaciones científicas del Renacimiento, todo el diseño de la unidad está basado tanto históricamente como con fantasía de soporte. 

## Jugabilidad
reyes guerreros: Las Batallas es un videojuego de estrategia en tiempo real, lo que significa que gran parte de su modo de juego se centra en la recolección de recursos y la formación y gestión de las unidades para el combate contra los jugadores rivales. Hay tres tipos de recursos para la cosecha; alimentos, materiales y el oro, pero no están disponibles hasta que sean entregados en un pueblo y luego se transporten a través de la compra a la base principal o un almacén. Los dos más tarde se reúnen a partir de los entornos circundantes como los bosques y las minas, mientras que los alimentos son cultivados y cosechados de granjas construidas con la velocidad de crecimiento en función de lo fértil que es la tierra debajo de ella. una proporción de los alimentos entregados por los agricultores se elimina cuando entregan a un pueblo o una devolución de punto que representa el consumo de alimentos a sus unidades de combate. La proporción eliminada depende de la cantidad de granjas que se tienen trabajando en comparación con el número de unidades de alimentos que consumen. Mientras que las aldeas y otros edificios basados en los recursos se pueden construir en cualquier lugar que no sea dentro de los muros de la base, la mayoría militares y estructuras de la economía basada sólo puede se construirá allí, entre añadió la construcción de la ampliación de las paredes. también hay una barra de maná presente en algunas unidades especiales (esto es el gran ausente de todas las unidades del renacimiento) con la capacidad de usar la magia. Además, algunas estructuras especiales, como la catedral y el templo pagano imperio tienen barras de maná que pueden rellenarse a través de la oración o sacrificio de unidades en función de la alineación.
Hay siete clases amplias en que las unidades se pueden clasificar, estas son: Luz (en su mayoría a distancia), Pesados (cuerpo a cuerpo), Caballería, Asedio, reconocimiento (exploradores), demoníaco, y especial. Aunque algunas unidades podrían ser clasificados como "demoníaco" o "especiales", todos ellos cuentan como otro tipo de unidad también. Por ejemplo, un "tesoro farfullando" es un demonio, pero también cuenta como infantería ligera. Todos estos tipos de unidades son eficaces y son vulnerables a las otras clases, como ser demoníaco débil a la caballería pesada especial y ser débil contra infantería pesada de frente. Estas desventajas requieren el uso del terreno, formación de unidad, posicionamiento, y de actuar de ataque que se considerará para unidades para superar su debilidad inherente '. Las unidades se construyen a nivel de base, pero pueden ser entrenados para una mejor eficacia tanto en la batalla a través de la utilización de maniquíes de ataque. A diferencia de la mayoría de juegos de estrategia en tiempo real osciló unidades tienen una cantidad de municiones a su disposición que debe ser repuesta por la oferta carros o ciertos edificios para evitar que su cadencia de fuego sufren. también hay unidades navales como naves de ataque y engranajes comerciales construidas en un puerto por el agua sin embargo, sólo puede ser construido y utilizado en las partidas multijugador.
Junto con el modo de campaña, hay otros dos modos para varios jugadores en línea, y fuera de línea para un solo jugador. El primero de un modo básico de escaramuza donde los jugadores luchan en un juego estándar, con un  modo de juego de varios jugadores y un mapa elegido, y los generales junto con los ajustes de juego de menor importancia. El otro es el modo de Valhalla donde en lugar de la construcción de bases y la formación de los ejércitos, los jugadores preseleccionan un ejército completo sin ningún aspecto económico de juego con la meta de banderas capturadas estratégicos dispersos por cada mapa, obligará a los jugadores a capturar estos para ganar puntos con la mayor fuente de ingresos de punto como el vencedor cuando la cantidad de tiempo termina. Las banderas pueden ser capturados y recapturados varias veces junto con unidades reaparición como una opción.

### Rutas de Alineación
Al igual que su predecesor reyes guerreros, no hay una facción por defecto a elegir, ya que cada jugador comienza como un campesino por defecto como facción, y a través de la construcción de ciertos edificios, el jugador forja su propio camino de la alineación, para recibir unidades únicas y edificios exclusivos para cada ruta, junto con un cambio de aparición de la base principal. En el juego hay tres alineaciones principales.; Imperial, Pagan y el Renacimiento para que los jugadores toman, cada una con diferente diseño y estrategias de unidad. La ruta Imperial es una jerarquía que cree firmemente en "El único Dios", similar en la vena de la cristiandad medieval europea y los cruzados. Usan caballeros con armaduras pesadas, elefantes de guerra y fortificaciones fuertes, junto con los sacerdotes y los inquisidores que rezan en catedrales y otros templos sagrados para realizar "actos de Dios" como reinante fuego hacia abajo contra las tropas opuestas están proporcionando la lluvia para ayudar en el crecimiento de los recursos de alimentos. Su unidad de la firma es un gran Arcángel conocida como La Espada de Dios convocó a través de una estatua construida de él, pero sin embargo no es controlable y más bien busca a los enemigos cercanos. El camino Pagan es lo opuesto de la Imperial, siendo una facción de la adoración de la naturaleza, la brujería y el sacrificio. Utilizan varios demonios y otras criaturas como su unidad central y utilizar la táctica de utilizar grupos más grandes de las unidades más débiles para abrumar oponentes. Al igual que el Imperial también tienen unidades capaces de lanzar magia a través de maná en forma de druidas que puede convertir puntos de recursos en bestias elementales y súcubo que pueden convertir las unidades enemigas. El Pagan también pueden convocar a una unidad de la firma es un gran demonio conocido como Abaddon convocado a través de la quema y la gente sacrificando a un hombre de mimbre. El camino del renacimiento, sin embargo carece de las dos unidades de la firma y el uso de maná. En lugar de ellos es una facción de la ciencia y el ingenio humano, con un uso intensivo de la pólvora con tiradores, cañones, morteros y algunas armas de asedio ficticios como un lanzador de cohete gigante.
Si bien hay tres alineaciones principales, el jugador puede también elegir su lugar en uno de dos sub-caminos  que son un híbrido de Imperial renacentista, y pagana del Renacimiento, que si bien carece de algunas de sus unidades notables, también ganan otras unidades únicas de su propia, como el Imperial Renaissance Dragoon caballería y la legión Pagan renacentista de no-muertos.

## Campaña
La historia se desarrolla 100 años después de los acontecimientos de Artos en los primeros Reyes Guerrero, donde el Imperio gobernante del mundo de Orbis ha descendido en la anarquía, con sus 22 provincias bajo el dominio de señores de la guerra feudales desmantelar las del todo donde el Lord Protector Duque Ignis Hagens ha usurpado el trono del Imperio en Liguriensis. El jugador toma el papel de la iniciativa general de la provincia Angland en la esperanza de reunir a todas las otras provincias del Imperio y para destronar al Lord Protector.
La disposición de la campaña es como la de un juego de estilo de Riesgos, donde el mapa del mundo se divide en 22 provincias más pequeñas con cada uno para ser capturado y asegurado, destacó azul al finalizar. La provincia de Liguriensis se encuentra aproximadamente en el centro de lo que significa que el jugador no tiene que capturar todas las demás provincias antes del conflicto final, sin embargo, no se animó a hacerlo debido a la gran dificultad de la misión final y así con cada provincia capturado viene una recompensa por las batallas posteriores como más recursos de partida y un avance en ciertos alineamientos. Uno o más generales, a veces aliados con y en contra de usted o incluso uno contra el otro, tienen cada provincia, cada uno con su propio retrato único carácter y estilo de juego que incluye el que la alineación que suelen elegir y favorecido tipo de unidad y estrategia. Como se conquistan cada general y su correspondiente mapa provincia, ambos se abre para el uso en el modo Escaramuza y Valhalla. 
Cuando Liguriensis y el Lord Protector caídas, provincias unificado y cualesquiera otras que el jugador no se apoderó de rally alrededor bajo el nuevo dominio del Imperio, con el trono está dando al jugador. 

## Desarrollo
reyes guerreros: Las Batallas fue anunciado por primera vez en septiembre de 2002, el mismo año los primeros Reyes Guerrero fue lanzado en numerosas entrevistas realizadas por los empleados Negro Cactus, se reveló que era Batallas de poner mayor énfasis en la calidad de la inteligencia artificial para permitir que coincide e incluso a veces superan los jugadores humanos, creando así los jugadores sentimiento están jugando contra un oponente humano, haciendo que el foco del juego más basado multijugador, tales como AI sondear las defensas y el uso de la fuerza bruta en el sigilo y cuando sea necesario en lugar que informó el "engaño" o "sobre la debilidad" en el último partido. Al ser más de una actualización drástica / remake del último juego de una secuela en toda regla, el motor gráfico se actualiza con nuevas unidades y características tales como la unidad archidruida y capacidades extendidas. Modo editor general Valhalla y AI fueron también nuevas incorporaciones a hacer uso de la IA mejorada. Debido a las diferencias en la campaña de ser menos acerca de la trama, diseñador sénior de AI Mike West dijo que era porque hubiera significado simplemente "crowbarring" la trama en, y en su lugar dijo que sería más como la civilización, donde se ve la trama para crear sí mismo.
El juego fue lanzado por primera vez en Europa el 21 de marzo de 2003, junto con una edición para coleccionistas que incluye cartas artwork. En julio de ese mismo año Empire Interactive reveló más tarde sería co publicar el juego con Strategy First para la liberación de América del Norte, que más tarde sería el 30 de septiembre de 2003.

## Recepción
| Página                | Puntaje |
| --------------------- | ------- |
| GameSpot              | 6.2/10  |
| PC Zone UK            | 85/100  |
| IGN                   | 7/10    |
| Computer Gaming World | 3.5/5   |
| ActionTrip            | 74/100  |
| GamersHell            | 8/10    |
| PC Gamer              | 66/100  |

Tras la liberación, de reyes guerreros: Las Batallas recibió una buena y en general favorable recepción con una puntuación media crítica del 74% en Game Rankings. Mientras que muchos elogiaron el juego unidad de diseño, presentación y profundidad, otros criticaron la naturaleza de ritmo lento y la frustración de. cierto aspecto de juego microgestión, junto con una serie de cuestiones técnicas.
ActionTrip elogió la aplicación del juego de elementos de la fantasía ", que mejora la impresión general del juego", junto con tropas versatilidad de ser "una de las principales cualidades de este juego, ya que viene con algunas unidades muy innovadores". Gamershell concluyó que el juego era "uno de los éxitos del durmiente de este año (2003)", que tiene "todo lo necesario para un buen juego RTS y todavía ofrece varias ideas nuevas que amplían el género a nuevas longitudes". IGN afirmó que "reyes guerreros: Las Batallas es el tipo de juegos que los aficionados a los de este género se hunden sus dientes, ya que hay un montón de profundidad ", mientras que la parte de las convenciones tradicionales de juego hacen falta" esa chispa que establece los clásicos, aparte de los perdedores ".
En PC Zone Reino Unido dijo que el juego "no deja de sorprender que, levantando un nuevo reto o matiz justo cuando crees que has dominado" y cuenta con un "excelente motor 3D que tiros fuera hermosos paisajes en todo su monitor, como la elaboración de un artista en una lona ". Sin embargo lo hicieron criticar la campaña para un jugador de ser "sencillo, y por desgracia mucho menos variada y convincente" que la entrega anterior. PC Gamer también sintieron similares, siendo más de "una serie de misiones sin cohesión que no sea el hecho de que todos ellos conducen hacia su objetivo final. " GameSpot sintieron que mientras que el" diseño subyacente es sólido ", hay ciertas cuestiones que baja, siendo sobre todo los problemas de control de la cámara y pathfinding que dan el enfoque del juego en la microgestión hace que sea" un ejercicio de futilidad ", concluyendo que hay" una gran cantidad de valor fuera de la caja, pero si te sentirás obligado a sudar tinta a través de todo eso, es otra cuestión ".